# Столкновение Ми-8 и Ан-12 в аэропорту Нарьян-Мара
Столкновение в аэропорту Нарьян-Мара — авиационная катастрофа, произошедшая в четверг 11 декабря 1997 года на взлётной полосе аэропорта Нарьян-Мара. Грузовой самолёт Ан-12БП ВВС России выполнял коммерческий рейс по маршруту Ермолино—Нарьян-Мар с грузом товаров для Нарьян-Марских предпринимателей, но после посадки в аэропорту Нарьян-Мара в условиях плохой видимости столкнулся с вертолётом Ми-8ТВ местного ОАО, который завершил санитарный рейс по маршруту Нижняя Пеша—Волоковая—Нарьян-Мар и не успел покинуть ВПП. Погибли 8 человек, ещё 7 получили ранения различной степени тяжести.
Причинами катастрофы стали ошибки экипажа Ан-12 и несогласованность действий диспетчерской службы аэропорта Нарьян-Мара (Ми-8 управлял гражданский авиадиспетчер, а Ан-12 военный диспетчер).

## Сведения о воздушных судах

### Ан-12
Ан-12БП (регистрационный номер СССР-12105, заводской номер 5343404, серийный 34-04) был выпущен Ташкентским авиационным производственным объединением имени В. П. Чкалова (ТАПОиЧ) в 1965 году и в том же году был передан ВВС СССР (б/н СССР-12105 ему был присвоен только в ноябре 1973 года). В 1993 году перешёл в ВВС России, был перерегистрирован и его б/н сменился на RA-12105; при этом самолёт носил ливрею авиакомпании «Аэрофлот». Оснащён четырьмя турбовинтовыми двигателями АИ-20М производства Пермского моторного завода.
Самолётом управлял экипаж из 7 человек во главе с командиром Андреем Копачем.

### Ми-8
Ми-8ТВ (регистрационный номер СССР-24247, заводской 98730918, серийный 68-47) был выпущен Улан-Удэнским авиационным производственным объединением (УУАПО) 1 июля 1987 года. 29 октября того же года был передан авиакомпании «Аэрофлот» (МГА СССР, Архангельское УГА, Нарьян-Марский ОАО). В 1993 году перешёл в собственность Нарьян-Марский ОАО, а его б/н сменился на RA-24247. Оснащён двумя турбовальными двигателями ТВ2-117 производства Завода № 117.
Состав экипажа борта RA-24247 был таким:
- Командир воздушного судна (КВС) — Николай Борисович Булыгин.
- Второй пилот — Бронислав Ванюков.
- Бортмеханик — Николай Сафонов.

Также на борту в качестве пассажира находился главный врач санавиации Ненецкого АО Яков Борисович Гершевицкий.
Имена пассажиров
- Алексей Иванович Боробов,
- Владимир Евгеньевич Маслов,
- Надежда Константиновна Малая,
- Екатерина Александровна Нечаева,
- Геннадий Николаевич Пономарёв,
- Мария Николаевна Семяшкина,
- Дарья Егоровна Ушакова.

## Хронология событий

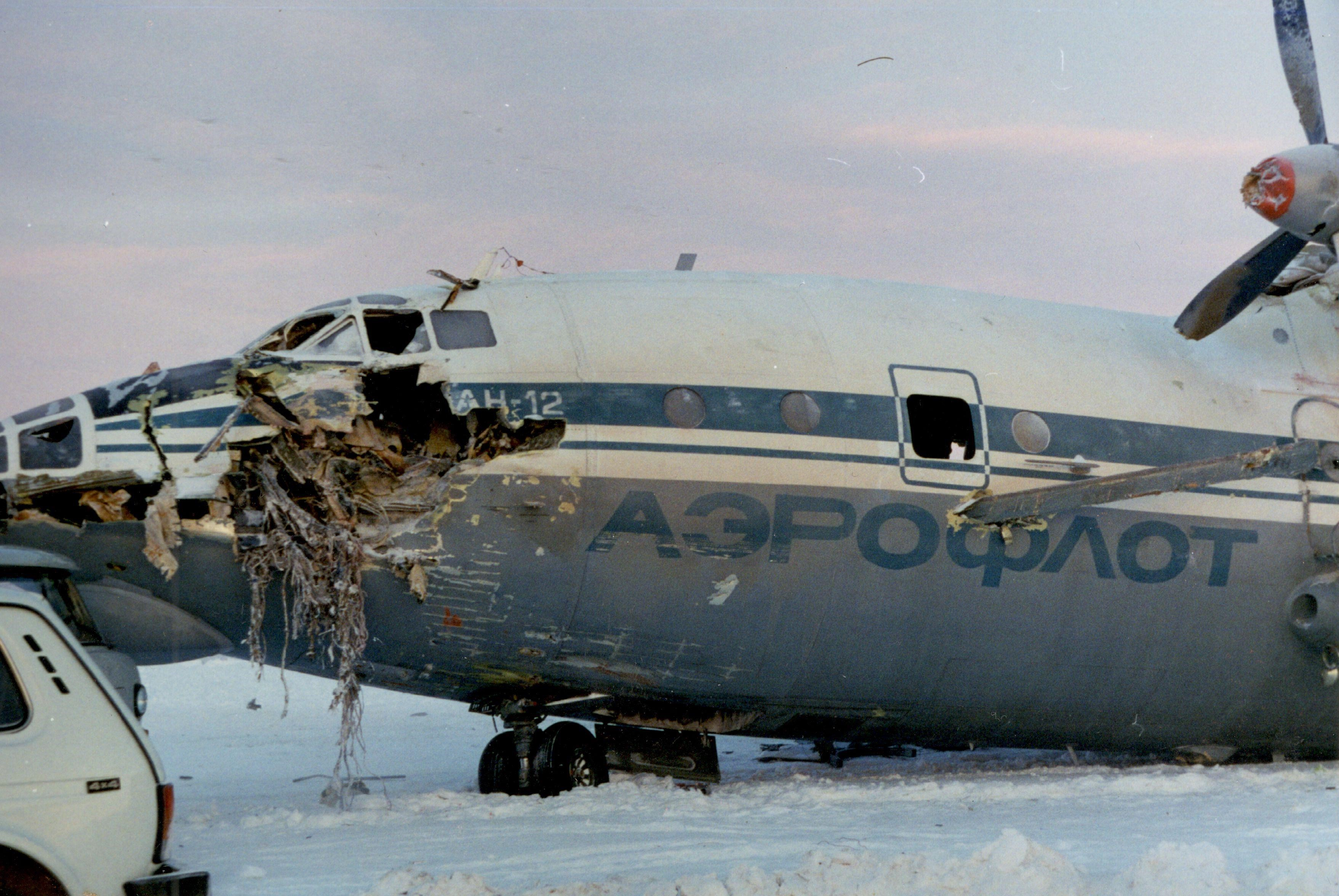
Повреждения носовой части борта RA-12105

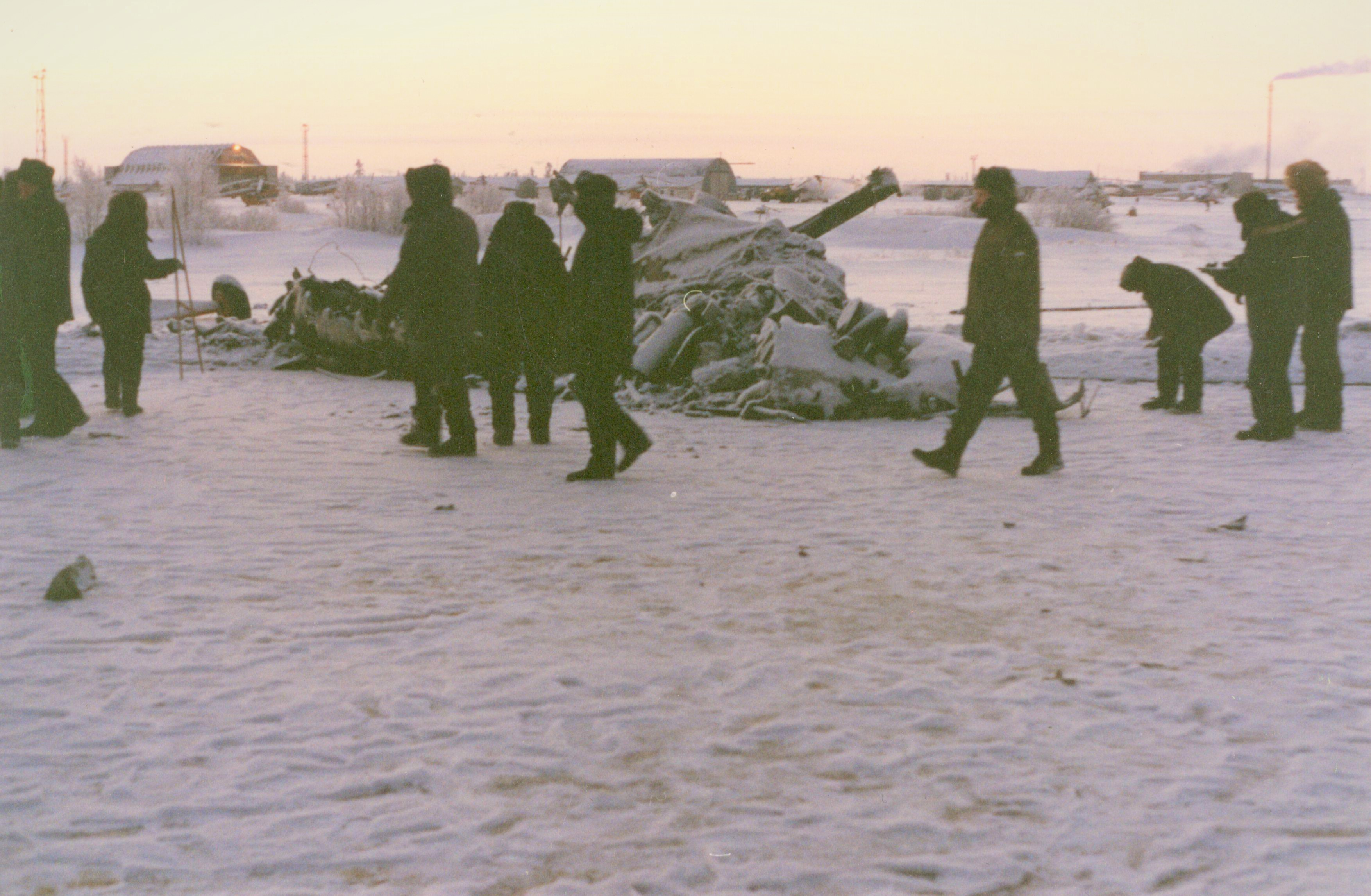
Обломки борта RA-24247

11 декабря 1997 года вертолёт Ми-8ТВ борт RA-24247 с 3 членами экипажа и 1 сопровождающим врачом вылетел в санитарный рейс для эвакуации больных из села Нижняя Пеша и деревни Волоковая. Приняв на борт 7 пассажиров, примерно в 13:00 вертолёт взял курс на Нарьян-Мар. В 16:57 вертолёт совершил посадку на ВПП аэропорта Нарьян-Мара и, развернувшись на 180°, производил руление для освобождения взлётной полосы. Управление воздушным движением вертолёта осуществлялось диспетчерами гражданского сектора.
В это же время на ВПП с посадочным курсом 63° производил посадку самолёт Ан-12БП борт RA-12105, который заканчивал коммерческий рейс из Ермолино, на его борту находились 9 человек — 7 членов экипажа и 2 сопровождающих груз.
Заход на посадку производился по курсоглиссадной системе в метеорологических условиях, ниже минимума КВС 150х1500 метров. В 16:36 экипаж Ан-12 получил информацию об ухудшении погоды, а в 16:46 получил штормовое оповещение по видимости в аэропорту 1000 метров. Управление воздушным движением самолёта осуществлялось диспетчерами гражданского и военного секторов. В 16:54 диспетчер круга перевёл экипаж борта RA-12105 на связь с руководителем зоны посадки военного сектора. В 16:55 экипаж Ан-12 вышел на связь с руководителем зоны посадки на удалении 15 километров от ВПП. Руководитель зоны посадки информировал экипаж о погоде ниже минимума и дал указание выполнить проход над ВПП на высоте круга для уточнения видимости. На просьбу экипажа разрешить заход с посадкой руководитель зоны посадки дал указание о полёте по кругу.
На удалении 8 километров в районе точки входа в глиссаду экипаж Ан-12 доложил об устойчивом наблюдении взлётной полосы. Руководитель зоны посадки разрешил снижение до ближнего привода и затем дал указание о выполнении полёта в горизонте, о готовности к посадке экипаж Ан-12 не докладывал.
Диспетчерское разрешение на посадку экипажу борта RA-12105 не давалось. Полагая, что указание авиадиспетчера о полёте в горизонте было дано по причине плохой видимости (а экипаж Ан-12 уже установил визуальный контакт с ВПП), борт RA-12105 вместо прохода над аэропортом произвёл посадку, но борт RA-24247 в этот момент ещё не покинул ВПП.
В 16:59, на выравнивании, самолёт Ан-12 врезался в производивший руление вертолёт Ми-8 в около 5 метрах от РД № 4 (Ми-8 был обнаружен экипажем Ан-12 в последний момент при подходе к ВПП после включения посадочных фар, а самому Ми-8 для того, чтобы уйти с полосы, не хватило всего лишь 10 секунд). Правой плоскостью крыла на большой скорости Ан-12 ударил по фюзеляжу Ми-8; удар пришёлся на его центральную часть (пассажирский салон и топливный бак). Далее последовал взрыв, от которого весь вертолёт был охвачен огнём и все находившиеся в нём 7 пассажиров и сопровождающий врач погибли, а кабину пилотов оторвало и взрывной волной отбросило в сторону, что спасло жизнь всех троих членов экипажа. Лопасти несущего винта Ми-8 вспороли Ан-12. Самолёт с разрезанной носовой частью, сильно повреждённым правым крылом и срезанным вертикальным хвостовым стабилизатором немного проскользил по ВПП и остановился, а вертолёт полностью разрушился.
В катастрофе погибли 8 человек на борту Ми-8 (все 7 пассажиров и сопровождающий врач), ранения получили 7 человек — 4 человека на борту Ан-12 (3 члена экипажа — КВС, штурман и борттехник (травматическая ампутация ног) — и 1 сопровождающий) и 3 члена экипажа Ми-8 (КВС, второй пилот и бортмеханик). Второй пилот Ми-8 Бронислав Ванюков менее чем через год умер от сердечного приступа.
Ми-8 полностью разрушился и сгорел, а не подлежащий восстановлению Ан-12 был списан и в 2001 году разделан на металлолом.

## Расследование
Расследование установило, что причиной катастрофы стали несогласованность действий экипажа Ан-12 и авиадиспетчеров.
Состоялось несколько судебных процессов, итогом которых стал оправдательный приговор в отношении гражданского диспетчера и обвинительный — в отношении двух военных диспетчеров и командира Ан-12 Андрея Копача. Все осужденные попали под амнистию.